# شكل مستحيل

خداع الأشكال المستحيلة.

الأشكال المستحيلة  (بالإنجليزية: Impossible figures أو Impossible objects) هي نوع من أنواع الخداع البصري، تتألف من أشكال  ثنائية الأبعاد يتم تفسيرها بصريا على الفور كأنها تمثل إسقاط لأشكال ثلاثية الأبعاد على الرغم من أنه ليس من الممكن هندسيا وجود مثل هذه الإشكال. ويهتم بدراسة هذه الأشكال المستحيلة علماء النفس وعلماء الرياضيات والفنانين من دون تصنيفها في أي مجال محدد.
من أهم تطبيقات هذه الأشكال: مثلث بنروز، درج بنروز، المكعب المستحيل.

## انظر أيضا

الخداع البصري بالدرج.